# Реанімаційний пакет реформ
Громадська спілка «Коаліція Реанімаці́йний паке́т рефо́рм» (Коаліція РПР) — добровільне об'єднання громадських об'єднань, метою якого є підтримка та просування реформ для розбудови незалежної, демократичної, правової Української держави із заможним суспільством і рівними можливостями кожної особи для розвитку і самореалізації, а також сприяння консолідації громадянського суспільства в Україні.
Сьогодні Коаліція РПР об'єднує 30 громадських організацій та більше 300 експертів, які співпрацюють у 21 профільній групі.

## Історія виникнення
Спілка створена учасниками неформальної коаліції Реанімаційний Пакет Реформ, яка була започаткована у лютому 2014 року, після переломних подій на Майдані Незалежності в Києві.
7 березня 2014 року презентували перші напрямки роботи Реанімаційного Пакету Реформ як коаліції громадських активістів, експертів, журналістів та науковців, що об'єдналися під час Революції Гідності, аби спрямувати енергію протесту в енергію реформ. Учасники презентували робочі групи РПР: антикорупційну реформу, децентралізацію, судову реформу, публічну адміністрацію, органи правопорядку, податкову реформу, реформу виборчого законодавства та медіа реформу.
РПР підготував базу необхідних законодавчих ініціатив, які б запустили процес реформ. До неї увійшли і розроблені громадськими організаціями законопроєкти, які саботувалися режимом Януковича, й нові, які виходили у вигляді щотижневих порядків денних РПР для Верховної Ради. Під тиском організацій-учасниць РПР з самого початку існування коаліції були ухвалені такі революційні закони як антикорупційний пакет законів, закон про суспільне мовлення та інші.
У першій презентації напрямків роботи груп взяли участь Олег Мацех, Ольга Галабала, Остап Єднак, Віталій Шабунін, Олександр Ябчанка, Микола Виговський, Ігор Коліушко, Тарас Шевченко, Вадим Міський, Максим Лациба, Іван Лукеря, Олег Рибачук, Тетяна Пеклун, Ярина Ясиневич, Ігор Розкладай, Олексій Хмара, Віктор Таран, Анатолій Ткачук, Юрій Ганущак, Наталя Соколенко, Роман Куйбіда, Михайло Жернаков, Олег Левченко, Марина Цапок, Ольга Айвазовська, а також Ганна Гопко, Оксана Сироїд та Світлана Заліщук, які вийшли із РПР перед початком виборчої кампанії.
З 2015 року коаліція РПР позиціонується як об'єднання громадських організацій, а не окремих експертів. Координаційна Рада ухвалила Хартію РПР — статут, де визначені функції Зборів, Ради РПР та Секретаріату та загальні правила, що регулюють діяльність платформи та внутрішні відносини і управління між учасниками коаліції. Крім цього, Координаційна Рада встановила, що до її складу входять не просто представники від груп, а їх головні експерти.
2016 рік ознаменувався затвердженням місії Секретаріату РПР та правил формування робочих груп. З того часу існують оновлені правила: як обирати головного експерта і менеджера групи, яким чином конкретний експерт може увійти до складу робочої групи. Відтоді склад робочих груп формують виключно громадські організації, які є організаційною основою кожної робочої групи.
23 квітня 2019 року відбулись Установчі збори громадської спілки «Коаліція Реанімаційний Пакет Реформ», співзасновниками якої стали 25 громадських організацій. 8 травня 2019 року Спілка була офіційно зареєстрована.

## Діяльність
У коаліції функціонує 21 робоча група за різними напрямками роботи:
1. Конституційна реформа
2. Судова реформа
3. Реформа органів правопорядку
4. Антикорупційна реформа
5. Економічний розвиток
6. Податкова і бюджетна реформи
7. Реформа фінансового сектора і пенсійної системи[11]
8. Реформа виборчого законодавства
9. Медіа реформа[12]
10. Реформа системи охорони здоров'я
11. Реформа освіти і науки
12. Реформа політики національної пам'яті
13. Культура
14. Молодіжна політика[13]
15. Реформа публічної адміністрації
16. Децентралізація
17. Муніципальний розвиток
18. Електронна демократія
19. Охорона довкілля і сталий розвиток
20. Реформа енергетичного сектора
21. Національна безпека

На початку 2019 року РПР розробив оновлену Дорожню карту реформ — експертне бачення пріоритетів реформування і розвитку країни на 2019—2023 роки у 21 сфері державної політики.

## Членство та структура коаліції РПР
Членами Коаліції РПР є 30 громадських організацій, які формують експертні групи за напрямами реформ. РПР відкритий до вступу авторитетних та досвідчених громадських організацій з бездоганною репутацією, які готові долучитися до спільної експертної, комунікаційної та адвокаційної роботи в коаліції.
В РПР діє трирівнева структура врядування, що керується колегіальними рішеннями:
- Загальні збори Спілки — вищий керівний орган Спілки. Право ухвального голосу на Загальних зборів мають дійсні члени Спілки. Кожен дійсний член Спілки має один голос при прийнятті рішень. Загальні збори скликаються щонайменше 1 раз на рік. Збори вважаються повноважними, якщо в них бере участь більшість дійсних членів Спілки.
- Рада Спілки[рпр 1] — постійно діючий керівний орган Спілки. Рада обирається Загальними зборами у складі 9 осіб, якщо інше не визначено рішенням Загальних зборів, терміном на 1 рік шляхом рейтингового голосування, з числа кандидатур запропонованих до обрання дійсними членами Спілки. Щорічно персональний склад Ради оновлюється щонайменше на 30 %. Члени Ради виконують свої повноваження на громадських засадах, тобто безоплатно. Рада ухвалює рішення більшістю голосів від загального складу за винятком питання щодо призначення та звільнення Виконавчого директора Спілки, яке ухвалюються 2/3 голосів від загального складу Ради. Засідання проводяться, як правило раз на місяць, але не рідше, ніж раз на 3 місяці.
- Виконавчий директор Спілки[15] — керівник Спілки, який здійснює оперативне управління справами, майном та коштами Спілки. Виконавчий директор призначається Радою терміном на 2 роки та може бути достроково звільнений за рішенням Ради.

Створення чітких і справедливих правил гри, а також розуміння порядку денного, потрібного країні є фундаментом для успішності роботи коаліції.
На загальних зборах 2025 року обраний новий склад Ради Коаліції РПР:
- Ігор Бураковський, Голова Правління Інституту економічних досліджень та політичних консультацій
- Юлія Кириченко, Членкиня правління Центру політико-правових реформ
- Дмитро Купира, Виконавчий директор ГО «Життя»
- Наталія Лигачова, Голова ГО «Детектор медіа»
- Андрій Любка, Директор Інституту центральноєвропейської стратегії
- Галина Скіпальська, Виконавча директорка МБФ «Українська фундація громадського здоров’я»
- Олеся Холопік, Директорка Центру демократії та верховенства права
- Максим Яковлєв, Директор Школи політичної аналітики НаУКМА
- Ярина Ясиневич, Членкиня правління Центру досліджень визвольного руху

## Результати роботи
Організаціям-учасникам коаліції та експертам вже вдалося досягти наступних змін у реформуванні державної політики:
- Створення незалежної системи органів розслідування високопосадової корупції: Національного антикорупційного бюро (НАБУ) та Спеціалізованої антикорупційної прокуратури (САП)[18].
- Запуск та супровід он-лайн системи публічних закупівель ProZorro.
- Запуск Національного агентства з питань запобігання корупції[19], запровадження системи державного фінансування політичних партій та громадського контролю за прозорістю партійних фінансів.
- Запуск системи електронного декларування доходів та майна публічних службовців[20][21].
- Розробка законодавчої бази та супровід об'єднання територіальних громад, суттєве розширення їх фінансових та управлінських можливостей.
- Встановлення ринкової ціни на газ для споживачів, яке відкрило шлях до ринкових відносин у галузі.
- Передання функцій закупівлі ліків від Міністерства охорони здоров'я до визнаних міжнародних організацій (ПРООН, ЮНІСЕФ, Crown Agents), як наслідок — зростання конкуренції, зменшення закупівельних цін та економія понад 760 млн грн.
- Відкриття державних баз даних про власників нерухомого майна, земельних ділянок та транспортних засобів. Закріплення на законодавчому рівні нової для країн ЄС практики обов'язкового розкриття інформації про кінцевого бенефіціарного власника юридичної особи у відкритому державному реєстрі.
- Участь у розробці конституційних та законодавчих змін для судової реформи, зокрема, задля очищення судової системи від недоброчесних суддів. Утворення Громадської ради доброчесності[22].
- Забезпечення законодавчої бази для функціонування електронних петицій[23] до органів влади та місцевого самоврядування.
- Початок реформи державної служби[24]: розмежування політичних та адміністративних посад, запровадження інституту державних секретарів.
- Створення суспільного мовлення — Національної суспільної телерадіокомпанії України[25][26], на принципах незалежності від органів влади та підзвітності громадськості.
- Запровадження щорічного розкриття структури власності та кінцевих бенефіціарних власників телеканалів та радіостанцій[27].
- Запровадження комплексної системи розшуку, управління та реалізації арештованих та конфіскованих активів злочинного походження. Супровід обрання на відкритому конкурсі керівника та формування Національного агентства України з питань виявлення, розшуку та управління активами, отриманими від корупційних та інших злочинів[28][29].
- Розблокування запуску конкурентного ринку технологій мобільного зв'язку третього покоління 3G[30].
- Активна участь у виконанні антикорупційних заходів Плану дій візової лібералізації з Європейським Союзом.
- Започаткування системи прозорості публічних фінансів, супровід створення та роботи єдиного вебпорталу використання публічних коштів «Є-Data».
- Створення Державного бюро розслідувань (ДБР) для розслідування злочинів високопосадовців.
- Зниження базової ставки Єдиного соціального внеску (ЄСВ) до 18 % — послаблення податкового навантаження на бізнес.
- Запровадження електронного реєстру відшкодування податку на додану вартість (ПДВ), що мінімізувало зловживання в адмініструванні цього податку.
- Запуск програми «Теплі кредити» — для підтримки енергоефективних заходів, якою скористалися понад 500 тис. сімей.
- Створення Фонду енергоефективності та запровадження комерційного обліку комунальних послуг.
- Створення центрів надання адміністративних послуг (ЦНАП) та передача адміністративних послуг на місцевий рівень.
- Європейська система оцінки впливу на довкілля з відкритим електронним реєстром для започаткування господарської діяльності.
- Засуджено тоталітарні режими та відновлено історичні назви понад 300 населених пунктів.
- Державне визнання учасників боротьби за незалежність України.
- SMS-благодійність без сплати податків.

## Фінансування
З початку свого існування РПР фінансується за рахунок коштів міжнародної технічної допомоги. серед донорів — Європейський Союз, міжнародна організація Pact зі штаб-квартирою у Вашингтоні, Європейським фондом за демократію, Міжнародним фондом «Відродження», Шведським агентством з міжнародного розвитку і співробітництва (SIDA), Програмою розвитку ООН тощо. Реанімаційний Пакет Реформ звітує про отримані кошти та результати у річних звітах.

## Регіональна співпраця
На початку 2017 року Реанімаційний Пакет Реформ розпочав реалізацію політики Регіональної співпраці. Цей напрям очолив Іван Омелян — керівник регіонального відділу Коаліції РПР, який до того був координатором Відкритого університету реформ. Основними у роботі стали такі цілі:
- поширити успішний досвід РПР (коаліційної, експертної роботи) серед різних аудиторій на локальному рівні;
- побудувати комунікаційні зв'язки між національними організаціями та місцевими коаліціями,
- сприяти створенню місцевих дорожніх карт реформ;
- надати експертну, адвокаційну, комунікаційну підтримку локальним коаліціям;
- посилити співпрацю між регіональними середовищами активістів, експертів, журналістів;
- встановити зв'язок регіональних експертів з експертами груп РПР;
- розбудувати мережу регіональних коаліцій та посилити неформальні зв'язки в ній;
- налагодити системний обмін інформацією (рішеннями, практиками) між коаліціями;

Станом на 1 липня 2019 року регіональним координатором було проведено 29 презентацій Регіональної співпраці РПР. Ці події дали старт для обговорення доцільності об'єднання у містах для підтримки реформ. У результаті громадські організації 18 з 29 міст, в яких ми провели таку роботу, об'єдналися в коаліції. Зокрема, станом на 1 серпня на засадах Регіональної співпраці РПР створилися:
- Рада Реформ Рівного[33]
- Харківська Реформаторська Коаліція[34]
- Коаліція Реформ Богуславщини[35]
- Тернопільський Центр Реформ[36]
- Реформаторська коаліція Чугуївщини
- Рада Експертів (Кропивницький)
- Сумська платформа Реформ
- Рада Реформ Хмельниччини
- Об'єднання громадських організацій «Полтава»
- Львівська Рада Реформ
- Запорізька Рада Реформ
- Одеська Рада Реформ
- Коаліція «Дніпровські Реформи»
- Об'єднання громадських організацій «Черкаси»
- Ліга «Ніка» (Вінниця)
- Громадська Коаліція Регіонального розвитку (Херсон)
- Корсунь-Шевченківська коаліція ГО
- Коаліція ГО «Громадська реноваційна платформа» (Кривий Ріг).

### Результати
Вдалось створити мережу з 18 коаліцій: до неї входить 169 громадських організацій, понад 500 громадських активістів та експертів. Місцеві коаліцій створили 16 дорожніх карт реформ, відтепер напрацьовують єдину місцеву дорожню карту реформ, гармонізовану з ДКР на національному рівні, що активно адвокатує РПР. Також, поєднались у спільній роботі в різних проєктах 17 національних організацій-лідерів та місцеві коаліції. У рамках проєкту, підтриманого програмою «Долучайся», у співпраці з місцевими коаліціями проведено 12 семінарів з комунікації реформ в містах, які відвідало понад 350 громадян. Більше 50 змін (НПА, положення тощо) місцеві коаліції проадвокатували у свої містах.. Однак, для розуміння результатів діяльності потрібно заглибитися в контекст кожної коаліції. Так, наприклад, в Чугуєві є чудовий приклад того, як коаліція налагодила комунікацію із більшістю верств місцевого населення через друковані газети і соціальні мережі.. Також і в коаліції в Богуславі є успішний приклад видання власної газети і співпраці з міською владою та громадськістю в принципі.

### Фінансування
Підтримка реалізується в рамках проєкту «РПР та місцеві коаліції: синергія співпраці», що виконується Інститутом громадянського суспільства спільно з коаліцією Реанімаційний Пакет Реформ в рамках Програми сприяння громадській активності «Долучайся!», що фінансується Агентством США з міжнародного розвитку (USAID) та здійснюється Pact в Україні.

## Відкритий Університет Реформ
Протягом 2015—2022 років Реанімаційний пакет реформ спільно з Центром демократії та верховенства права проводив освітній проєкт «Відкритий Університет Реформ» (ВУР) з метою професійної підготовки молодих людей, що прагнуть долучитись до реформування країни, реалізації соціальних проєктів та залучення до діяльності РПР, його учасників та партнерів. Проєкт полягав у наданні теоретичних знань та практичних навичок, необхідних для творення змін у громадському чи державному секторі.
Навчання у ВУР відбувалось у форматі лекцій, тренінгів, дискусій, майстер-класів від провідних експертів РПР, відомих журналістів, громадських діячів, дипломатів та представників влади. Починаючи з четвертого набору ВУР, учасники проєкту також проходили стажування у провідних громадських організаціях та експертних центрах. За час роботи проєкту, «Відкритий університет реформ» провів 16 наборів слухачів, випускниками стали понад 580 учасників.
Станом на 2023 рік набори до ВУР тимчасово припинено.

## Публікації
- Реформи під мікроскопом (станом на квітень 2017 р.) [Архівовано 26 серпня 2017 у Wayback Machine.] / За ред. Міського В. В., — Київ: Софія-А, 2017. — 132 с. Іл. — ISBN 978617-7031-58-0.
- Дорожня карта реформ (вересень 2016 — грудень 2017 рр.) [Архівовано 29 серпня 2017 у Wayback Machine.] / За ред. Міського В. В., — Київ, 2016. — 72 с. Іл. — ISBN 978-617-652-159-4.
- Реформи під мікроскопом: 2015 рік [Архівовано 29 серпня 2017 у Wayback Machine.] / За ред. Міського В. В., Галушки О. М., — Київ, 2016. — 88 с. — ISBN 978-617-7105-27-4.
- Дорожня карта реформ 2019—2023 рр. [Архівовано 24 квітня 2020 у Wayback Machine.] / Упорядник Богдан Яцун. — Київ, 2018. — 74 с.

### Сайт РПР
1. 1 2  Рада РПР [Архівовано 11 жовтня 2018 у Wayback Machine.] - сайт РПР
2. 1 2  ГО-учасниці [Архівовано 15 серпня 2018 у Wayback Machine.] - сайт РПР
3. ↑  Реанімаційний Пакет Реформ презентував «Дорожню Карту Реформ для майбутнього парламенту». rpr.org.ua (укр.). 18 вересня 2014. Архів оригіналу за 30 серпня 2017. Процитовано 29 серпня 2017.
4. ↑  Групи РПР [Архівовано 11 жовтня 2018 у Wayback Machine.] — сайт РПР
5. ↑  Структура РПР [Архівовано 30 серпня 2017 у Wayback Machine.] — сайт РПР
6. ↑  Річні звіти [Архівовано 24 лютого 2019 у Wayback Machine.] — сайт РПР